# Список персонажей телесериала «Великолепный век»
Список персонажей телесериала «Великолепный век», созданного компанией «Tims Productions».
Сериал вдохновлён реальными событиями, произошедшими во времена правления султана Сулеймана Великолепного, величайшего полководца и реформатора Османской империи.
Сериал повествует о наиболее заметных событиях правления султана и о его страстных взаимоотношениях с наложницей славянского происхождения Александрой, принявшей ислам и получившей имя Хюррем.

## Главные роли
| Актёр                        | Роль                           | Положение (номера серий даны по оригинальной турецкой разбивке) |
| ---------------------------- | ------------------------------ | --- |
| Халит Эргенч                 | Султан Сулейман I Великолепный | Десятый султан Османской империи. Скончался в 139 серии. |
| Мерьем Узерли, Вахиде Перчин | Хюррем-султан (Александра)     | Законная жена султана. Дочь православного священника, захваченная в плен крымскими татарами. Мать шехзаде Мехмеда, Селима, Баязида, Джихангира и Михримах-султан. Скончалась от неизлечимой болезни в 134 серии.              |
| Гюрбей Илери                 | Шехзаде Мехмед                 | 1-й сын Сулеймана и Хюррем. По приказу Махидевран был заражён оспой и скончался в 103-й серии. |
| Пелин Карахан                | Михримах-султан                | Дочь Сулеймана и Хюррем. Жена Рустема-паши. Мать Айше Хюмашах-султан и султанзаде Османа. В 139 серии уезжает из Стамбула. |
| Энгин Озтюрк                 | Шехзаде Селим                  | 2-й сын Сулеймана и Хюррем. В 139 серии стал одиннадцатым султаном Османской империи. |
| Арас Булут Ийнемли           | Шехзаде Баязид                 | 3-й сын Сулеймана и Хюррем. Задушен вместе с сыновьями Орханом, Османом, Абдуллой и Махмудом по приказу Селима в 138 серии.                                                                                                   |
| Толга Сарыташ                | Шехзаде Джихангир              | 4-й сын Сулеймана и Хюррем. Скончался от тоски по Мустафе и обострения своей болезни в 125 серии. |
| Нур Феттахоглу               | Махидевран-султан              | Наложница Сулеймана, мать шехзаде Мустафы. |
| Мехмет Гюнсюр                | Шехзаде Мустафа                | Сын Сулеймана и Махидевран. Был задушен по приказу султана Сулеймана в 123 серии. |
| Небахат Чехре                | Айше Хафса-султан              | Вдова султана Селима I. Мать султана Сулеймана, Хатидже, Бейхан, Шах-и-Хубан и Фатьмы. Валиде-султан при султане Сулеймане. Скончалась в 61-й серии.                                                                          |
| Сельма Эргеч                 | Хатидже-султан                 | Младшая сестра султана. Жена, затем вдова Ибрагима-паши. Мать султанзаде Мехмеда (умер в младенчестве), Хуриджихан-султан и султанзаде Османа. Позже выдана замуж за Хюсрева-пашу. Покончила жизнь самоубийством в 102 серии. |
| Пынар Чаглар Генчтюрк        | Бейхан-султан                  | 2-я сестра Сулеймана. Жена, а позже вдова Ферхата-паши. |
| Мельтем Джумбул              | Фатьма-султан                  | 3-я сестра Сулеймана. Жена, затем вдова Мустафы-паши, позже была замужем за Кара Ахмедом-пашой. В 130 серии покидает Стамбул.                                                                                                 |
| Дениз Чакыр                  | Шах-и-Хубан-султан             | 4-я сестра Сулеймана. Жена Лютфи-паши, мать Эсмехан Бахарназ-султан. В 103 серии покидает Стамбул. |
| Селен Озтюрк                 | Гюльфем-хатун                  | Бывшая наложница Сулеймана, мать умершего в младенчестве шехзаде, подруга Хатидже-султан. Некоторое время хазнедар гарема. В 139 серии становится известно о её гибели во время покушения на султана Сулеймана.               |
| Окан Ялабык                  | Паргалы Ибрагим-паша (Тео)     | Друг султана Сулеймана, муж Хатидже, последовательно сокольничий, хранитель покоев, затем 31-й Великий визирь Османской империи. В 82-й серии казнён по приказу султана.                                                      |

## Второстепенные роли

### Гарем султана
| Актёр               | Роль                     | Положение (номера серий даны по оригинальной турецкой разбивке) |
| ------------------- | ------------------------ | --- |
| Селим Байрактар     | Сюмбюль-ага              | Главный евнух дворцового гарема, позже главный помощник и верный друг Хюррем-султан. Хозяин первой кофейни Стамбула. После смерти Хюррем помощник и друг Михримах-султан. Покидает дворец в 139 серии. |
| Сема Кечик Карабель | Дайе-хатун               | Личная служанка валиде Айше Хафсы-султан и хазнедар гарема. После смерти валиде-султан покидает гарем. Кончает жизнь самоубийством в 62 серии. |
| Филиз Ахмет         | Нигяр-калфа              | Калфа, затем ункяр-калфа гарема, некоторое время помощница и подруга Хюррем-султан, затем калфа у Хатидже, впоследствии хазнедар гарема. Любовница Ибрагима-паши и мать его дочери по имени Эсманур. Бывшая жена Насуха-эфенди и Рустема-паши. После казни Ибрагима — калфа и шпионка Шах-и-Хубан-султан. В 100 серии кончает жизнь самоубийством, прыгнув с обрыва.                               |
| Мерве Офлаз         | Айше-хатун               | Фаворитка Сулеймана. Убита Садыкой в 13 серии. |
| Энгин Гюнайдын      | Гюль-ага                 | Евнух из Эдирне, затем евнух гарема. Верный слуга Хюррем-султан. Изгнан из гарема Ибрагимом-пашой в 60 серии. |
| Эсра Демирджи Чёбан | Арифе-хатун              | Акушерка, делавшая аборт Эфсун-хатун. В 57 серии убита Дайе-хатун. |
| Юксель Унал         | Шекер-ага                | Главный повар гарема. Друг Гюля-аги и Сюмбюля-аги. |
| Нихан Бюйюкагач     | Гюльшах-хатун            | Самая верная служанка Махидевран, позже калфа у Хюррем. Некоторое время являлась хазнедар гарема. Убита Нигяр-калфой во время подстроенного Хюррем-султан покушения на Хатидже-султан в 69 серии. |
| Бурджу Туна         | Гюльнихаль-хатун (Мария) | Подруга, служанка и землячка Хюррем. Некоторое время была фавориткой султана. Во 25 серии становится известно о её выдаче замуж. |
| Себахат Кумаш       | Эсма-хатун               | Служанка Хюррем-султан и няня её детей. |
| Мелике Ипек Ялова   | Изабелла Фортуна         | Принцесса Кастилии и Леона. Невеста Фердинанда Габсбурга. Была влюблена в султана, пала жертвой интриг Хюррем-султан. В 38 серии становится известно о её постриге в монахини. |
| Ханде Каптан        | Кармина                  | Служанка принцессы Изабеллы. Убита Нигяр-калфой в 37 серии. |
| Айча Куру           | Мелек-хатун              | Переводчица принцессы Изабеллы. После перехода принцессы в гарем была выдана замуж и выслана из дворца. |
| Ксения Камкина      | Таня-хатун               | Одна из двух наложниц, подаренных султану. В 22 серии была выслана из дворца. |
| Джансу Дере         | Хюмейра «Фирузе» Хатун   | Одна из трёх девушек, приведённых во дворец Хюррем-султан. Некоторое время няня шехзаде Джихангира, затем личная служанка и подруга Михримах-султан. Фаворитка султана Сулеймана. Притворялась, что предана Хатидже-султан и враждует с Хюррем-султан. Шпионка, засланная династией Сефевидов — правителей Персии и врагов Османской империи для отравления султана. Сбежала на родину в 76 серии. |
| Гюль Сураль         | Настя-хатун              | Русская рабыня, одна из трёх рабынь приведённых Хюррем-султан во дворец. Подослана Хатидже на роль наложницы Сулеймана. В 67 серии была повешена Сюмбюлем и Гюльшах по приказу Хюррем. |
| Саадет Аксой        | Садыка-хатун (Виктория)  | Невеста коменданта венгерской крепости графа Ариэля. Проникла во дворец, чтобы отомстить падишаху за смерть любимого. Личная служанка Валиде-султан, затем служанка Хатидже. Была убита Матракчи по приказу Ибрагима в 25 серии. |
| Шафак Башкайя       | Ферхат-ага               | Хранитель покоев султана после Локмана-аги. |
| Сабина Тозия        | Афифе-хатун              | Кормилица султана Сулеймана, мать Яхьи-эфенди. Хазнедар гарема. Погибла во время покушения на Хюррем в 119 серии. |
| Сайгын Сойсал       | Мерджан-ага              | Евнух, главный ага гарема, слуга Шах-и-Хубан-султан. |
| Юнал Йетер          | Кираз-ага                | Евнух, помощник Афифе-хатун. Позже по приказу Хюррем-султан был выслан в Трабзон. |
| Бурак Сарымола      | Зюмрют-ага               | Слуга Михримах-султан. Был изгнан из гарема в 83 серии. |
| Эзги Джошкун Етиш   | Салиха-хатун             | Колдунья и калфа Хатидже-султан. В 89 серии была убита Фахрие-калфой. |
| Кая Аккая           | Локман-ага               | Главный ага гарема, хранитель покоев султана, затем ага Баязида. Вместе с другими придворными Баязида убит персами в 138 серии. |
| Бурджу Гюнер        | Фахрие-калфа (Диана)     | Бывшая уличная воровка. Была служанка Махидевран-султан, позже калфа Хюррем-султан. После смерти Афифе-хатун становится хазнедар. Позже калфа Селима в Манисе. Убита Нурбану в 136 серии. |
| Алмеда Абази        | Назенин-хатун (Валерия)  | Бывшая служанка Сесилии (Нурбану). Наложница султана Сулеймана, мать Разие-султан. Убита Нурбану по приказу Хюррем в 114 серии. |
| Букет Орхан         | Мелек-калфа              | Калфа Фатьмы-султан. По приказу Хюррем была брошена в темницу, дальнейшая судьба неизвестна. |
| Хаял Кёсеоглу       | Нилюфер-хатун            | Служанка Хюррем. Казнена по приказу Валиде-султан в 39 серии. |
| Гёкхан Терджанлы    | Перчем-ага               | Стражник дворца, помощник Хюррем. Убит в результате интриг Ибрагима-паши в 79 серии. |
| Седа Арслан         | Назлы-хатун              | Служанка Хюррем. Убита Мерджаном-агой в 87-й серии. |

### Гарем Мустафы
| Актёр                          | Роль                     | Положение (номера серий даны по оригинальной турецкой разбивке)                                                                                  |
| ------------------------------ | ------------------------ | --- |
| Гёзде Чигаджи                  | Элиф-хатун               | Наложница Мустафы. В 47 серии сожгла себя заживо.                                                                                                |
| Мелиса Сёзен                   | Эфсун-хатун (Нора)       | Служанка Хюррем, наложница Мустафы, в 57 серии умерла из-за неудачного аборта.                                                                   |
| Гонджа Сарыйылдыз              | Фатьма (Адриана)         | Наложница шехзаде Мустафы и служанка Махидевран-султан. Мать шехзаде Сулеймана. Сошла с ума и покончила с собой после смерти ребёнка в 81 серии. |
| Джемре Эбюззия                 | Элена-хатун              | Любимица Мустафы. Вернулась в свою семью. |
| Мелиса Акман                   | Гюлизар-хатун            | Наложница, подосланная Хюррем-султан в Манису, чтобы убить Мустафу. В 80 серии спрыгнула с балкона во время допроса.                             |
| Серенай Акташ                  | Айше-хатун               | Наложница шехзаде Мустафы, мать Нергисшах-султан.                                                                                                |
| Мина Нур Каймас / Ализе Гёрдюм | Нергисшах-султан         | Дочь шехзаде Мустафы и Айше-хатун (в подростковом возрасте / взрослая).                                                                          |
| Элиф Атакан / Бюшра Айайдын    | Румейса-хатун (Лукреция) | Наложница шехзаде Мустафы, сестра сеньоры Габриэллы. Убита во время беременности в 105 серии во время покушения на жизнь Мустафы.                |
| Беррак Тюзюнатач               | Михриниса-султан         | Дочь Барбароссы. Жена шехзаде Мустафы. Мать шехзаде Мехмеда. Покончила жизнь самоубийством в 126 серии.                                          |
| Мехмет Эмир Юджелер            | Шехзаде Мехмед           | Сын шехзаде Мустафы и Михринисы-султан. Увезён на казнь в 124 серии.                                                                             |
| Гамзе Дар                      | Фидан-хатун              | Хазнедар гарема во дворце Мустафы и служанка Махидевран, в прошлом служила Хюррем.                                                               |
| Берат Тюрк / Ата Буер          | Юсуф                     | Приёмный сын Атмаджи (в детстве / в подростковом возрасте).                                                                                      |

### Гарем Мехмеда
| Актёр             | Роль                   | Положение (номера серий даны по оригинальной турецкой разбивке)                                                        |
| ----------------- | ---------------------- | --- |
| Ирем Хелваджиоглу | Нурбахар-хатун (Клара) | Одна из трёх наложниц, приведённая Хюррем-султан во дворец. Наложница шехзаде Мехмеда. После аборта выслана из дворца. |
| Патриция Видлак   | Джихан-хатун           | Беременная наложница шехзаде Мехмеда.                                                                                  |
| Чагкан Чулха      | Ильяс                  | Помощник шехзаде Мехмеда, подосланный Махидевран. Заразил Мехмеда оспой в 103-й серии. Дальнейшая судьба неизвестна.   |

### Гарем Селима
| Актёр                                              | Роль                     | Положение (номера серий даны по оригинальной турецкой разбивке)                                                        |
| -------------------------------------------------- | ------------------------ | --- |
| Мерве Болугур                                      | Нурбану-султан (Сесилия) | Наложница, а затем и законная жена шехзаде Селима. Мать шехзаде Мурада, Эсмехан-султан, Гевхерхан-султан и Шах-султан. |
| Альперен Кёселер / Джан Абдуллахоглу / Серхан Онат | Шехзаде Мурад            | Сын шехзаде Селима и Нурбану ( в детстве / в подростковом возрасте / взрослый).                                        |
| Эсма Йылдырым / Илгаз Фырат                        | Эсмехан-султан           | Дочь шехзаде Селима и Нурбану (в детстве / взрослая).                                                                  |
| Бусе Йылдырым / Элиф Ирем Оз                       | Гевхерхан-султан         | Дочь шехзаде Селима и Нурбану (в детстве / взрослая).                                                                  |
| Алейна Йылдырым / Ираз Фырат                       | Шах-султан               | Дочь шехзаде Селима и Нурбану (в детстве / взрослая).                                                                  |
| Джавит Четин Гюнер                                 | Газанфер-ага             | Главный ага и Хранитель покоев шехзаде Селима. Помощник Нурбану.                                                       |
| Кюбра Кип                                          | Джанфеда-калфа           | Калфа в гареме шехзаде Селима.                                                                                         |
| Рейхан Ташёрен                                     | Дильшах-хатун            | Наложница шехзаде Селима. Убита в 130 серии во время покушения на Нурбану-султан                                       |
| Гёзде Туркер                                       | Сафие-хатун              | Наложница шехзаде Мурада.                                                                                              |

### Гарем Баязета
| Актёр                               | Роль                 | Положение (номера серий даны по оригинальной турецкой разбивке)                                                                    |
| ----------------------------------- | -------------------- | --- |
| Бурджу Озберк                       | Хуриджихан-султан    | Дочь Ибрагима-паши и Хатидже. Жена шехзаде Баязида. Убита Нурбану в 129 серии.                                                     |
| Озге Гюрель                         | Рана-султан          | Наложница шехзаде Баязида. Мать Орхана, Османа, Айше, Абдуллы, Махмуда, Михрумах и Хатидже. Убита по приказу Хюррем в 129 серии.   |
| Керем Аджар / Хамза Тарык Огуз      | Шехзаде Осман        | Старший сын Баязида и Раны-султан (в детстве / в подростковом возрасте). Казнён в 138 серии.                                       |
| Дениз Эге Юрдакул / Корай Эфэ Язган | Шехзаде Орхан        | Второй сын Баязида и Раны-султан (в детстве / в подростковом возрасте). Казнён в 138 серии.                                        |
| Дила Суде Опак / Дора Далгыч        | Айше-султан          | Дочь шехзаде Баязида и Раны-султан (в детстве / в подростковом возрасте).                                                          |
| Ясемин Аллен                        | Дефне-султан (Луиза) | Фаворитка шехзаде Баязида после смерти Хуриджихан. Бывшая шпионка Нурбану. Мать шехзаде Мехмеда. Отравила себя и сына в 139 серии. |
| Санем Ишлер                         | Гюльшен-калфа        | Служанка шехзаде Баязида и Дефне и няня их детей.                                                                                  |

### Совет Дивана
| Актёр                | Роль                              | Положение (номера серий даны по оригинальной турецкой разбивке) |
| -------------------- | --------------------------------- | --- |
| Ариф Эркин           | Пири Мехмед-паша                  | 30-й Великий визирь Османской империи. В 63 серии стало известно о том, что он погиб при пожаре со всей своей семьёй, кроме Алаедина. |
| Фехми Караарслан     | Айяс Мехмед-паша                  | Второй визирь во времена Ибрагима-паши. Позже 32-й Великий визирь Османской империи. Сторонник Хюррем-султан. Скончался от чумы в 96 серии. |
| Мехмет Озгюр         | Лютфи-паша                        | 33-й Великий визирь Османской империи. Муж Шах-и-Хубан-султан. В 100 серии ударил супругу, после чего был снят с должности и выслан в Дидимотику. |
| Ибрагим Раджи Оксюз  | Хадым Сулейман-паша               | 34-й Великий визирь Османской империи. |
| Озан Гювен           | Рустем-паша (Борис)               | 35-й и 37-й Великий визирь Османской империи. Сторонник Хюррем-султан, муж Михримах-султан. Бывший муж Нигяр-хатун. Есть дочь и сын от Михримах — Айше Хюмашах-султан и султанзаде Осман. Убит Атмаджой в 137 серии.                                  |
| Йеткин Дикинджилер   | Кара Ахмед-паша                   | 36-й Великий визирь Османской империи. Второй муж Фатьмы-султан. Задушен в 128 серии по приказу султана Сулеймана. |
| Илкер Аксум          | Джафер-ага                        | Капудан-паша в начале правления султана Сулеймана. Казнён по приказу Сулеймана в 1 серии. |
| Толга Текин          | Хызыр Хайреддин-паша (Барбаросса) | Турецкий пират, позже капудан-паша. Отец Михринисы-султан. Умирает в 111 серии. |
| Йылдырым Фикрет Ураг | Соколлу Мехмед-паша               | Главный привратник, затем капудан-паша после Барбароссы. 39-й Великий визирь Османской империи. |
| Сердар Орчин         | Синан-паша (Андро)                | Брат Рустема-паши. Капудан-паша после Соколлу. Убит Атмаджой в 126 серии. |
| Фатих Докгёз         | Семиз Али-паша                    | 38-й Великий визирь Османской империи. |
| Мурат Тюзюн          | Ахмед-паша                        | Враг Ибрагима-паши, второй визирь Османской империи во времена Пири Мехмеда-паши, затем бейлербей Египта, грузин по происхождению. Казнён за государственную измену и сговор с арабскими шейхами и мамлюкскими беями в 19 серии кадизаде Мехмед-беем. |
| Кыванч Кылынч        | Ферхат-паша                       | Третий визирь Османской империи во времена Пири Мехмеда-паши, затем губернатор Семендире. Супруг Бейхан-султан. В 21 серий был задушен по приказу султана Сулеймана.                                                                                  |
| Мурат Шахан          | Мустафа-паша                      | Второй визирь султана Сулеймана. Скончался от подагры. |
| Луран Ахмети         | Хюсрев-паша                       | Визирь Османской империи, третий муж Хатидже-султан. |
| Октай Денер          | Али-эфенди                        | Шейх-уль-ислам Османской империи в начале правления султана Сулеймана. |
| Искендер Алтын       | Фенеризаде-эфенди                 | Шейх-уль-ислам Османской империи. Отказался от должности после обвинений в кумовстве. |
| Тунджель Куртиз      | Эбуссууд-эфенди                   | Кадий Стамбула, затем казаскер Румелии, после шейх-уль-ислам Османской империи. В народе его называли Ходжа Челеби. |
| Бурак Озчивит        | Малкочоглу Бали-бей               | Воин Османской армии, позже хранитель султанских покоев. Был отстранён от должности и покинул столицу. В 3-м сезоне возвращается в Стамбул. В 103 серии возвращает во дворец Хюррем и навсегда покидает столицу.                                      |
| Хасан Кючюкчетин     | Искендер Челеби                   | Дефтердар (главный казначей). Главный противник Ибрагима-паши, назначен его помощником по приказу султана Сулеймана, долгое время скрывался под именем Эфенди Хазретлери. Сторонник Хюррем-султан. Был казнён по инициативе Ибрагима-паши.            |
| Гёкхан Аталай        | Улама-паша                        | Помощник Искендера Челеби, бейлербей Азербайджана. |
| Аднан Коч            | Бехрам-паша                       | Бывший губернатор одной из провинций, снятый с должности Ибрагимом-пашой. Являлся сторонником Эфенди Хазретлери. Впоследствии убит Ибрагимом-пашой.                                                                                                   |
| Рахми Диллидиг       | Мустафа-паша                      | Первый муж Фатьмы-султан. Санджак-бей Антакии. В 110 серии был отравлен Фатьмой-султан. |
| Сулейман Караахмет   | Али-ага                           | Главнокомандующий корпусом янычар. Был казнён по в 118 серии приказу султана Сулеймана Мустафой. |
| Селахаттин Тоз       | Ферхат-ага                        | Главнокомандующий корпусом янычар после Али-аги. Был казнён лично султаном Сулейманом. |
| Бурак Дэмир          | Хюсейн Чавуш                      | Главнокомандующий корпусом янычар после Ферхата-аги. Убит персами в 138 серии. |
| Реззак Аклар         | Пири-реис                         | Капитан и «мудрец морей». Таинственный человек в капюшоне. Нанял Атмаджу и Явуза для тайной защиты Мустафы. |
| Яшар Айдынлыоглу     | Тургут-реис                       | Один из капитанов османского флота. |
| Памир Пекин          | Алкас Мирза                       | Шехзаде Персии. Брат шаха Тахмаспа. |
| Гюркан Уйгун         | Мимар Синан                       | Главный архитектор. |
| Озан Даггез          | Мехмед Челеби                     | Сын Пири Мехмеда-паши и Дильрубы-хатун, учитель шехзаде Мустафы и бывший жених Хатидже-султан. |
| Левент Ташчи         | Джелялзаде Мустафа Челеби         | Писарь Дивана, позже главный писарь, а также писарь султана Сулеймана в его походах. |

### Семья султана
| Актёр                                                            | Роль                       | Положение (номера серий даны по оригинальной турецкой разбивке) |
| ---------------------------------------------------------------- | -------------------------- | --- |
| Эрол Айваз                                                       | Султан Сулейман            | Десятый султан Османской империи (в молодости). |
| Мерьем Узерли / Вахиде Перчин                                    | Хюррем-султан (Александра) | Законная жена султана. Дочь православного священника, захваченная в плен крымскими татарами. Мать шехзаде Мехмеда, Селима, Баязида, Джихангира и Михримах-султан. Скончалась от неизлечимой болезни в 134 серии. |
| Гёкхан Алтынышик                                                 | Ибрагим-паша               | Друг султана, муж Хатидже, 31-й Великий визирь Османской империи (в молодости). |
| Аслы Гёксу                                                       | Махидевран-султан          | Наложница Сулеймана, мать шехзаде Мустафы (в молодости). |
| Эврим Аласья                                                     | Айше Хафса-султан          | Мать султана Сулеймана, Хатидже, Бейхан, Шах и Фатьмы (в молодости). |
| Мухаррем Гюльмез                                                 | Султан Селим Явуз          | Девятый султан Османской империи. Отец султана Сулеймана, Хатидже, Бейхан, Шах и Фатьмы. В начале первого сезона уже покойный.                                                                                   |
| Эдже Юксель                                                      | Хатидже-султан             | Сестра Сулеймана (в подростковом возрасте). |
| Юсуф Беркан Демирбаг / Тунч Орал                                 | Шехзаде Мустафа            | Сын Сулеймана и Махидевран (в детстве / в подростковом возрасте). |
| Беркеджан Аккайя / Арда Аранат                                   | Шехзаде Мехмед             | 1-й сын Сулеймана и Хюррем (в детстве / в подростковом возрасте). |
| Элиф Бейза Куртоглу / Аида Ажар / Мелис Мутлуч                   | Михримах-султан            | Дочь Сулеймана и Хюррем-султан (в младенчестве / в детстве / в подростковом возрасте). |
| Зийя Керем Ачарсёз / Йигит Уст                                   | Шехзаде Селим              | 2-й сын Сулеймана и Хюррем (в детстве / в подростковом возрасте). |
| Озгюр Эгэ Налджи / Эрхан Джан Картал                             | Шехзаде Баязид             | 3-й сын Сулеймана и Хюррем (в детстве / в подростковом возрасте). |
| Танем Кайя / Батухан Йигит / Айбарс Картал Озсон / Айбарс Тургай | Шехзаде Джихангир          | 4-й сын Сулеймана и Хюррем (в младенчестве / в детстве / в подростковом возрасте). |
| Эфе Инджедемир / Эфе Мехмет Гюнеш / Эмирджан Чал                 | Султанзаде Осман           | Сын Ибрагима-паши и Хатидже (в младенчестве / в детстве / в подростковом возрасте). |
| Эге Инджедемир / Мина Туана Гюнеш / Мелике Хелин Чал             | Хуриджихан-султан          | Дочь Ибрагима-паши и Хатидже (в младенчестве / в детстве / в подростковом возрасте). |
| Берил Йылмаз / Кайра Запчы                                       | Айше Хюмашах-султан        | Дочь Михримах-султан и Рустема-паши (в детстве / в подростковом возрасте). |
| Эзги Эйюбоглу                                                    | Айбиге-хатун               | Дочь крымского хана и племянница валиде-султан, невеста Мустафы, двоюродная сестра султана Сулеймана, Хатидже-султан, Шах-и-Хубан-султан, Фатьмы-султан, позже уехала на родину в Крым.                          |
| Фериха Эджем Чалык                                               | Эсмехан Бахарназ-султан    | Дочь Шах-и-Хубан-султан и Лютфи-паши. |
| Хамди Алкан                                                      | Яхья-эфенди                | Молочный брат султана Сулеймана. Сын Афифе-хатун. |
| Месут Озкечеджи                                                  | Сахиб Гирей-хан            | Крымский хан. Брат валиде-султан и отец Айбиге. |

### Европа
| Актёр                | Роль                   | Положение (номера серий даны по оригинальной турецкой разбивке)                           |
| -------------------- | ---------------------- | ----------------------------------------------------------------------------------------- |
| Альп Ойкен           | Климент VII            | Папа Римский.                                                                             |
| Юнал Сильвер         | Карл V                 | Император Священной Римской империи германской нации.                                     |
| Кадир Чермик         | Лайош II               | Король Венгрии и Чехии до 1526 года, в 26 серии погиб при отступлении в битве под Мохаче. |
| Бурхан Горгулу       | Павел III              | Папа Римский.                                                                             |
| Айше Оздемир         | Габриэла Сфенца де Фео | Генуэзская купчиха. Сестра Румейсы-хатун. Покинула дворец в Манисе в 93 серии.            |
| Шан Бингёль          | Антон                  | Слуга синьоры Габриэлы.                                                                   |
| Марко Манчиоччи      |                        | Кардинал при папе Павле.                                                                  |
| Озге Улусой          | Анна Ягеллонка         | Польская принцесса, дочь короля Сигизмунда.                                               |
| Макбуле Мейзиноглу   | Изабелла Ягеллонка     | Супруга князя Трансильвании Яноша I Запольяи.                                             |
| Джемиль Бюйюкдогерли | Иосиф Наси             | Племянник Грации, поставщик вина и друг шехзаде Селима.                                   |
| Долунай Сойсерт      | Грация Мендес          | Еврейская купчиха, взятая под покровительство Сулейманом. Любовница Рустема-паши.         |
| Барыш Аксаваш        | Жан де ла Форет        | Французский посол в Стамбуле.                                                             |

### Другие
| Актёр                          | Роль                     | Положение (номера серий даны по оригинальной турецкой разбивке) |
| ------------------------------ | ------------------------ | --- |
| Окан Ялабык                    | Нико                     | Брат-близнец Ибрагима-паши. |
| Дениз Тузун                    | Эсманур (Кадер)          | Дочь Ибрагима-паши и Нигяр-калфы. |
| Демир Демиркан                 | Дели Сабит               | Глава союзнических войск Сулеймана в битве при Мохаче. |
| Фатих Аль                      | Матракчи Насух           | Миниатюрист. Друг Ибрагима-паши, жених Садыки, бывший муж Нигяр-калфы. Автор Сулейман-наме. Покидает Стамбул в 111 серии. Становится известно о его кончине в 139 серии.       |
| Биннур Кая                     | Мускаджи-хатун           | Знахарка, пришедшая к Хюррем-султан. Отказалась проводить сеанс в связи с беременностью Хюррем.                                                                                |
| Йылдыз Кюльтюр                 | Ханым-хатун              | Бывшая хозяйка Ибрагима-паши. |
| Сечкин Оздемир                 | Лука (в оригинале Лео)   | Бывший жених Александры, художник. Пал жертвой интриг Ибрагима-паши, был отравлен в 24-й серии.                                                                                |
| Тансель Онгель / Эрман Сабан   | Альвизе Луиджи Гритти    | Незаконнорождённый сын Андреа Гритти, один из самых богатых людей в Османской империи. В 63-й серии становится известно о том что он был казнён по приказу венгерского короля. |
| Бергюзар Корель                | Моника Гритти            | Сестра Альвизе Гритти. |
| Гунер Озкул                    | Ракель-хатун             | Еврейская купчиха. Давала в долг деньги валиде, Махидевран-султан и Хюррем-султан.                                                                                             |
| Ханде Субаши                   | Салиха                   | Любовница Малкочоглу до появления Армин. |
| Ясемин Олена                   |                          | Мать Александры. Убита в 1-й серии. |
| Бурджу Бекдемир                | Рухсар-хатун             | Наложница в гареме, подтвердившая невиновность Хюррем в убийстве Айше. |
| Гизем Караджа                  | Гёзде-хатун              | Наложница, подосланная на хальвет к Мустафе по приказу Махидевран. |
| Бетюль Озтюрк                  | Хасибе-хатун             | Наложница, подлившая яд в еду Хюррем по приказу Гюльшах. Была повешена в 6 серии.                                                                                              |
| Озгюр Мырлак                   | Батур-бей                | Несостоявшийся жених Хюррем. |
| Эсра Акпынар                   | Сара                     | Служанка Грации Мендес. Убита по приказу Михримах. |
| Мюжде Узман                    | Армин                    | Жена Бали-бея, умерла от чумы на следующий день после свадьбы. |
| Орхан Эшкин                    | Ахмед-челеби             | Сын Эбуссууда-эфенди, учёный. |
| Озлем Уналды                   | Эмине-хатун              | Кормилица Айше Хюмашах-султан. Шпионка Шах-султан. В 103 серии утоплена в море по приказу Михримах.                                                                            |
| Ахмет Каракман                 | Джошуа                   | Еврейский торговец украшениями на рынке. Отец Армин. Дальнейшая судьба неизвестна.                                                                                             |
| Серкан Алтунорак               | Ташлыджалы Яхья          | Воин, поэт, влюблённый в Михримах-султан. Друг шехзаде Мустафы. |
| Айбюке Туран                   | Элени                    | Греческая наложница в таверне. |
| Алгюн Мола / Алиса Сезен Север | Анна                     | Сестра Дефне (в детстве / в подростковом возрасте). |
| Шефика Толун                   | Зейнеб-хатун             | Жена Эбуссууда-эфенди и мать Ахмеда Челеби. |
| Айкут Унал                     | Аббас-ага                | Купец. Жених Элены. В 75 серии убит Мустафой в результате покушения на него.                                                                                                   |
| Полат Билгин                   | Молла Кабыз              | Мулла, утверждавший, что Христос превосходит Мухаммеда. |
| Дениз Джелилоглу               | Шейх Исмаил Машуки       | Исламский проповедник. В 98 серии был казнён по приказу Сулеймана. |
| Шевваль Сам                    | Шаркыджи-хатун           | Хатун, которая пела во время хны Михримах. |
| Дилер Озтюрк                   | Салим-эфенди             | Помощник Эфенди Хазретлери в борьбе против Ибрагима. Казнён по приказу Сулеймана в 56 серии.                                                                                   |
| Эсра Аккая                     | Фахише-хатун             | Развратница, пойманная Лютфи-пашой. В 100 серии была обожжена калёным железом по приказу Лютфи-паши.                                                                           |
| Сарп Аккая                     | Атмаджа Тугрул-бей       | Защитник и помощник шехзаде Мустафы, а затем шехзаде Баязида. Был убит дворцовым стражником в 137 серии.                                                                       |
| Хильми Джем Интепе             | Явуз                     | Тайный защитник шехзаде Мустафы. Помощник Атмаджи. В 120 серии погибает в результате покушения на шехзаде Мустафу.                                                             |
| Гонджагюль Сунар               | Джевхер-хатун            | Торговка тканями. Возлюбленная Сюмбюля-аги, тайно служащая шехзаде Мустафе. Была отравлена Сюмбюлем в 113 серии.                                                               |
| Суат Карауста                  | Зал Махмуд-ага           | Верный помощник Рустема-паши. |
| Элиф Султан Таш / Зилан Дуру   | Гюльбахар-хатун (Оливия) | Главная калфа во дворце Рустема-паши и Михримах-султан. |
| Умут Озкан                     | Аббас-ага                | Слуга Элькаса Мирзы. Шпион Тахмаспа. |
| Несрин Атар                    | Эфталия                  | Любовница шехзаде Селима и жена Димитрия. В 117 серии была убита Селимом и сожжена в собственном доме.                                                                         |
| Танер Туран                    | Димитрий                 | Купец и муж Эфталии. В 117 серии был убит Селимом и сожжён в собственном доме.                                                                                                 |
| Биге Онал                      | Рита                     | Сестра Элены. |
| Волкан Гиргин                  | Якуп-ага                 | Торговец. Друг и помощник в кофейне Сюмбюля-аги. |
| Зюхре Коч                      | Эленика-хатун            | Танцовщица в таверне, любовница Малкочоглу. Дальнейшая судьба неизвестна. |
| Арда Тюмер                     | Лже-Мустафа              | Поднимал восстание и был взят в Стамбул. |
| Бурак Демир                    | Хусейн-Чавуш             | Янычар. Пытался уберечь Шехзаде Мустафу от его казни. После его смерти стал верным другом Шехзаде Баязида. Убит персами в 137 серии.                                           |
| Джерен Хиндистан               | Ахсен-хатун              | Наложница, подосланная Хюррем-султан во дворец Шах-и-Хубан-султан, чтобы соблазнить Лютфи-пашу. В 98 серии была убита Мерджаном.                                               |
| Энис Йылдыз                    | Хадым Ибрагим-паша       | Слуга Сулеймана. |
| Мелиса Кавсак                  | Сильвия                  | Любовница Малкочоглу. |
| Алтан Гёрдюм                   | Бекир-ага                | Торговец в Манисе, бравший взятки. В 64 серии казнён по приказу Мустафы. |
| Хюмейра Фатьма Акбай           | Реммаль Эльмас           | Гадалка, пришедшая к Хюррем-султан. |
| Шериф Бозкурт                  | Джафер-ага               | Персидский шпион Тахмаспа. Отец Юсуфа. Умер в 118 серии. |
| Бюшра Пекин                    | Ширин-хатун              | Торговка тканями в Манисе. Шпионка Хюррем. |
| Гёкхан Алкан / Сермет Ешиль    | Шах Тахмасп              | Шах из династии Сефевидов — врагов османской империи. |
| Маджит Копер                   | Лала Мустафа-паша        | Лала шехзаде Баязида, позже лала шехзаде Селима. |
| Бурак Сагяшар                  | Педро                    | Испанский лекарь, возлюбленный Михримах. |